# Ley de Defensa Naval de 1889
La Ley de Defensa Naval de 1889 (52 & 53 Vict. c. 8) fue una ley del Parlamento del Reino Unido. Recibió la aprobación real el 31 de mayo de 1889 y adoptó formalmente el "estándar de las dos potencias" y aumentó la fuerza naval del Reino Unido. El estándar exigía que la Marina Real mantuviera un número de acorazados al menos igual a la fuerza combinada de las dos siguientes armadas más grandes del mundo, que por entonces eran Francia y Rusia. Se proporcionaron 20 millones de libras adicionales durante los siguientes cuatro años para diez nuevos acorazados, treinta y ocho nuevos cruceros, dieciocho nuevos torpederos y cuatro nuevas cañoneras rápidas. Los objetivos de la ley se mantuvieron hasta que comenzó el desarme durante el período de entreguerras.

## Trasfondo

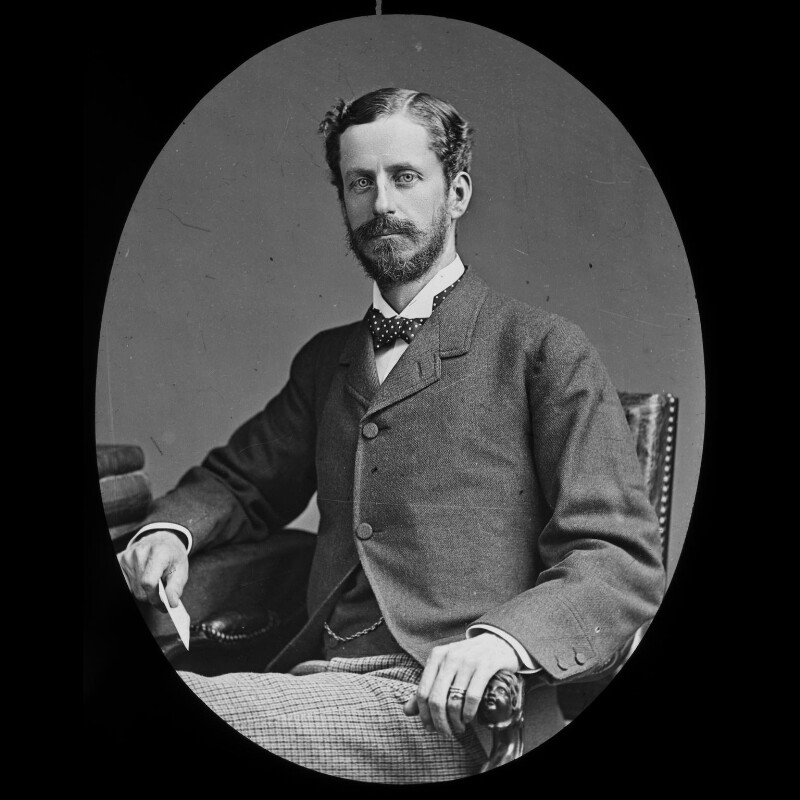
George Francis Hamilton, primer lord del Almirantazgo y autor intelectual de la Ley de Defensa Naval.

El 7 de marzo de 1889, el Primer Lord del Almirantazgo, Lord George Hamilton, presentó una resolución en la Cámara de los Comunes, informando a la Cámara del tenor siguiente:

"Durante el año pasado me he esforzado en estudiar los discursos de quienes en años anteriores ocuparon mi cargo y el de Primer Ministro, para determinar cuál era la idea principal subyacente en sus declaraciones cuando hablaban del estándar de fuerza sobre el que se basaba nuestra flota. Se debe mantener el estatus naval. Creo que tengo razón al decir que la idea principal ha sido que nuestra fuerza naval debería ser de tal envergadura que al menos debería ser igual a la fuerza naval de otros dos países cualesquiera."
Lord George Hamilton, primer lord del Almirantazgo.

Fue aprobada bajo el gobierno de lord Salisbury y facilitó el gasto de 21 500 000 de libras esterlinas durante cinco años para la expansión de la flota. Inicialmente, el Parlamento se opuso al aumento de los gastos navales por varias razones.
Las opiniones de expertos navales presentadas al Parlamento en diciembre de 1888 y febrero de 1889 arrojaron opiniones críticas sobre el estado de la marina. El fortalecimiento de las armadas francesa y rusa fue otro factor que apuntaba a la supuesta debilidad británica. Como resultado, el apoyo público al crecimiento naval propuesto creció y ejerció mayor presión sobre el Parlamento para que apoyara la ley. 
En realidad, el estándar de las dos potencias se había utilizado informalmente durante los últimos setenta años y durante la década de 1850 el Reino Unido lo había cumplido brevemente. El Reino Unido ya disfrutaba de facto de superioridad naval internacional; la Ley vino a reafirmar ese estatus mediante su adopción formal y señaló la ambición de mejorar la supremacía naval británica a un nivel aún más alto.

## Expansión naval
La expansión se produjo en forma de diez acorazados, cuarenta y dos cruceros y dieciocho lanchas torpederas.  Los acorazados fueron la pieza central de la legislación. Se encargaron ocho acorazados de primera clase (siete de la clase Royal Sovereign junto con un buque medio gemelo, el HMS Hood) y dos acorazados de segunda clase, el HMS Centurion y el HMS Barfleur. La clase Royal Sovereign incluía el buque capital más formidable de su época, y cumplía el papel de un acorazado más grande y más rápido, incomparable con los de Rusia y Francia. Los cruceros tenían como objetivo proteger las líneas de suministro británicas.
Se proporcionaron nueve cruceros de primera clase de la clase Edgar, veintinueve cruceros de segunda clase de las clases Apollo y Astraea y cuatro cruceros de tercera categoría de la clase Pearl.  Los otros dieciocho torpederos sirvieron para apoyar y proteger la flota principal.

## Motivos
Las razones principales fueron militares y económicas. El Primer Lord del Almirantazgo, George Hamilton, argumentó que el tamaño y el alcance del nuevo programa de construcción disuadirían las ambiciones navales de otras potencias. Al disuadir el crecimiento naval de otras potencias en la actualidad, los británicos podrían gastar menos en construcción naval en el futuro.
Los fondos cuantiosos y rápidamente generados, votados por el Parlamento y garantizados durante un período de cinco años, también ofrecieron incentivos económicos inmediatos. Los esfuerzos de construcción naval anteriores se habían detenido debido a una asignación anual insuficiente. Sin los fondos para completar los buques de guerra, la producción llevó más tiempo y costó más. Al financiar la expansión durante un período de cinco años, los saldos residuales de un año podrían transferirse al siguiente, permitiendo que la producción continuara ininterrumpidamente, a costos muy reducidos. Esto también apuntaba a que los británicos completaran sus buques de guerra. más rápidamente que sus potencias rivales. En teoría, el alcance y la velocidad de producción no sólo reducirían los costos sino que también disuadirían a otras potencias de intentar igualar la producción británica.

## Consecuencias
En la práctica, hubo un éxito económico limitado pero fracasó como elemento disuasivo. La financiación de los buques de guerra durante cinco años permitió que la producción continuara ininterrumpidamente con bajos sobrecostes y retrasos limitados. Una demanda coincidente de buques mercantes, construidos en los mismos astilleros privados que algunos de los buques de guerra, condujo a aumentos mínimos en el costo de la mano de obra y el material. Sin embargo, las esperanzas de Lord George Hamilton de reducir los futuros gastos navales se frustraron. El aumento de la producción británica pronto fue igualado por Francia y Rusia. Mientras que el Reino Unido había completado 10 acorazados y tenía otros 3 en construcción o proyectados, los franceses y rusos habían comenzado la construcción de 12 acorazados combinados, con otros 3 proyectados. Otro desarrollo naval británico posterior, conocida como el Spencer Programme de 1894, tenía como objetivo igualar el crecimiento naval extranjero a un costo de más de 31 millones de esterlinas. En lugar de disuadir la expansión naval de potencias extranjeras, la ley probablemente contribuyó a una carrera armamentista naval. Otras potencias, incluidas Alemania y Estados Unidos, reforzaron sus armadas en los años siguientes mientras que el Reino Unido continuaba aumentando sus propios gastos navales.